# Ерёмин, Виктор Владимирович
Виктор Владимирович Ерёмин (25 июля 1953 — 12 июля 1989) — сотрудник Министерства внутренних дел СССР, капитан милиции, погиб при исполнении служебных обязанностей, кавалер ордена Красной Звезды.

## Биография
Виктор Владимирович Ерёмин родился 25 июля 1953 года в Калининградской области в семье военнослужащего Советской Армии. Окончил среднюю школу и техникум, трудился на одном из пермских предприятий. После прохождения срочной службы в Вооружённых Силах СССР в 1974 году Ерёмин поступил на службу в органы Министерства внутренних дел СССР. Начинал службу милиционером в Ленинском районном отделе внутренних дел города Перми. Дослужился до старшего инспектора отдельного батальона дорожно-патрульной службы при Управлении внутренних дел Пермской области.
Утром 12 июля 1989 года Ерёмин, отдежурив и сдав оружие, возвращался к себе домой. На подъезде к мосту через реку Каму Ерёмин увидел подозрительную повреждённую машину и стал её преследовать. В результате этого машину, где, как позже выяснилось, находились члены банды угонщиков, занесло, и она врезалась в столб. Из автомобиля выбежали четыре человека, бросившиеся в разные стороны. Одного из преступников он догнал, но тот ударил его ножом, а затем нанёс ещё семь ножевых ранений, после чего бросил смертельно раненого милиционера и скрылся.
Спустя девять дней убийца Ерёмина и его сообщники были задержаны сотрудниками пермской милиции. Как оказалось, они в ту ночь неудачно пытались ограбить магазин, и на обратном пути случайно пересеклись с машиной капитана Ерёмина. Впоследствии преступники были осуждены, главарь банды был приговорён к высшей мере наказания — расстрелу.
Указом Президиума Верховного Совета СССР от 28 февраля 1990 года капитан милиции Виктор Владимирович Ерёмин посмертно был удостоен ордена Красной Звезды.

## Память
- В честь Ерёмина названа улица в Перми[3].
- Имя Ерёмина увековечено на мемориальной комплексе «Вечная слава» в Перми[1].
- Именем Ерёмина также назван сквер на улице Орджоникидзе, где милиционер получил смертельное ранение, на месте его гибели установлен памятный знак[3].